# Till We Ain’t Strangers Anymore
Till We Ain't Strangers Anymore – singel zespołu Bon Jovi wydany w 2007, promujący album Lost Highway. Autorami utworu są Jon Bon Jovi, Richie Sambora i Brett James. Gościnnie w nagraniu udział wzięła LeAnn Rimes, utwór zaś pojawił się i został wydany jako singel z jej albumu Family (2007).
Utwór zdobył nagrodę CMT Music Awards w kategorii Collaborative Video of the Year w 2008. Uzyskał również nominację do nagrody Academy of Country Music w kategorii Vocal Event of the Year.

## Spis utworów
CD singel (nr katalogowy: 0602517555112)
1. "Till We Ain't Strangers Anymore" - 4:43
2. "Who Says You Can’t Go Home" (Stripped) - 4:49

CD-Maxisingel (nr katalogowy: 0602517555105)
1. "Till We Ain't Strangers Anymore" - 4:43
2. "Lost Highway" (Stripped) - 4:08
3. "Who Says You Can’t Go Home" (Stripped) - 4:45
4. "(You Want to) Make a Memory" (wideo)

## Pozycje na listach przebojów
| Lista (2007)                     | Pozycja |
| -------------------------------- | ------- |
| Billboard Hot Country Songs      | 47      |
| Billboard Bubbling Under Hot 100 | 23      |
| German Top 100                   | 39      |